# Atropello masivo de Tréveris de 2020
El 1 de diciembre de 2020, un hombre embistió a los peatones con su automóvil en una calle de Tréveris, Renania-Palatinado, Alemania, matando a cinco personas e hiriendo a otras 18.

## El atropello
Alrededor de las 14:00, hora local, un hombre embistió con un vehículo todoterreno a los peatones en una calle de Tréveris, matando a cinco personas e hiriendo a otras 18. Un bebé está entre los muertos. El perpetrador, un hombre de 51 años de la región, fue luego detenido. Se informó que el automóvil, un Land Rover Freelander 2 gris oscuro, circulaba a alta velocidad. Se lo había prestado al conductor un amigo suyo. El conductor estaba solo en el auto y tenía un alto porcentaje de alcohol en la sangre.

## Perpetrador
El atacante fue identificado como un vagabundo local de 51 años, de nacionalidad alemana, nacido en Tréveris. Fue detenido cuatro minutos después del ataque. Se informó que consumió una gran cantidad de alcohol antes del incidente. La policía no cree que el autor haya actuado por motivos políticos, religiosos o ideológicos, sino por problemas de salud mental mezclados con el abuso del alcohol. El fiscal, Peter Fritzen, dijo que el hombre estaba siendo interrogado y que habría una evaluación psicológica. Si bien hasta ahora se excluye un motivo terrorista, los investigadores dijeron que el hombre quería matar y herir a tantas personas como fuera posible. De acuerdo a Fritzen, un reporte preliminar de un doctor indica la posibilidad de que el hombre padezca una enfermedad mental.

## Víctimas
Cinco personas murieron durante el ataque: fueron identificadas como un hombre de 45 años y su bebé de 9 semanas, ambos de nacionalidad griega, y tres mujeres alemanas de 25, 52 y 73 años. Dieciocho personas más fueron heridos, incluido un ciudadano de Luxemburgo.